# Post mortem (álbum de Dillom)
Post Mortem (estilizado en mayúsculas como "POST MORTEM") es el álbum debut del rapero y cantante argentino Dillom. Fue lanzado el 1 de diciembre de 2021 bajo su propio sello, Bohemian Groove. Producido por Fermín, Evar, Lamadrid y Dillom, Post Mortem recibió aclamo por parte de los críticos y fue posicionado como uno de los mejores álbumes del año. Fueron lanzados cuatro sencillos: «Opa», «Piso 13», «Pelotuda» y «Rocketpowers». El Post Mortem Tour inició en febrero de 2022.
Post Mortem recibió tres nominaciones en los Premios Gardel 2022, incluyendo Mejor álbum de música urbana.

## Antecedentes
Dillom saltó a la fama en 2018 con el sencillo "Drippin", el grupo musical de trap Talented Broke Boys y el grupo creativo Rip Gang. En 2019, se convirtió en una de las figuras más prominentes de la "nueva ola de trap argentino" con una célebre presentación en el festival Buenos Aires Trap, además de su controversial colaboración con el productor y DJ Bizarrap. En 2020, Dillom fundó su propio sello discográfico, Bohemian Groove, y lanzó su sencillo más famoso hasta la fecha, "Dudade". En 2021, colaboró con el cantante argentino de cumbia L-Gante en "Tinty Nasty" y anunció que lanzaría su álbum debut a finales del año.
Dillom trabajó en Post mortem por dos años y describió el proceso como "desafiante" y "agotador". En una entrevista con TN, dijo que la inspiración detrás del disco fue su "miedo a morir"; "Me estaban pasando cosas muy buenas y, de repente, empecé a sentir miedo a morir [...] Creo que la única forma de inmortalidad es a través del arte así que hice un álbum con lo que quiero que quede de mí si me muero. Esto es lo que soy hoy y me representa." Post mortem fue producido por Fermín, Evar, Lamadrid y Dillom. Fue grabado en Estudio El Árbol en Buenos Aires y Estudio Sonorámica en Córdoba.

## Música y letras
Post mortem fue descrito como una mezcla "ecléctica" de hip hop, horrorcore, pop y rock, con elementos de industrial, experimental y trap. Es un álbum conceptual de 18 temas sobre "superar el miedo a morir" y presenta temáticas como la niñez, familia, amor, fama y existencialismo. Dillom quiso crear un disco "clásico" con una producción "icónica" y "atemporal".
Post mortem abre con «La primera». Un video dirigido por Santiago Chaher y Noduermo retrata la niñez problemática de Dillom con un "trágico final". Dillom describió el video como "especial". El segundo tema, «Hegemónica», incluye a L-Gante y fue descrito como RKT, un género musical argentino que fusiona cumbia villera con reggaetón. «Pelotuda» adapta la jerga estadounidense al español y fue comparado con Eminem. Su video musical fue dirigido por Noduermo. El siguiente tema, «Demian», es un interludio narrado por el periodista argentino Mario Pergolini. Es un "cuento de terror" sobre el personaje ficticio Demian y su "extraña transformación en el medio del bosque". Le sigue «Post mortem», tema en el cual Demian asesina a sus amigos. Musicalmente, fue descrito como "cyber-pop". El sexto tema, «Bicicleta», mezcla pop con música dance.
«Duo» es un interludio instrumental que lleva a «Piso 13», una pieza de hip hop alternativo y música industrial. Su letra incluye múltiples referencias a la cultura popular argentina y fue descrita como "filosa". Un video musical "denso" y "oscuro" fue lanzado, dirigido por Noduermo. Esta sección del álbum fue descrita como la "más oscura". Le siguen «Side» y «Coach», junto con Muerejoven. «Bohemian Groove Skit», otro interludio narrado, es una publicidad de radio paródica para el sello discográfico de Dillom, Bohemian Groove. Le siguen «Opa»–cuyo video fue dirigido por Noduermo e inspirado en Tyler, the Creator, Eminem y la década de los 2000–, el rap rock «Rili Rili» y el indie pop «220». Dillom describió «220» como "introspectiva" y su favorita del álbum.
La sección final de Post mortem abre con «Toda la gente», un interludio a coro y piano y fue comparado con el rock argentino de los 80s, en especial Fito Páez. «Reality» fue comparado con Marilyn Manson, mientras que «Rocketpowers», en colaboración con Saramalacara, fue descrito como "divertido" y post-punk. Post mortem cierra con «Amigos nuevos», una balada "vulnerable" que Dillom describió como "difícil de escribir".

## Portada
El arte de tapa de Post mortem fue hecho por los pintores argentinos Marcelo Canevari y Ornella Pocetti. Dillom quería "personajes con cierta inocencia, aniñados, con algo más oscuro", características similares al trabajo de Canevari y Pocetti. El fantasma que se ve en la portada puede encontrarse en la mayoría de las pinturas de Canevari. En un principio, la portada fue hecha digitalmente y luego pintada en lienzo. Tiene una relación de aspecto de 10:11.
La crítica reaccionó positivamente a la pintura. Indie Hoy la describió como "perturbadora y fascinante [...] Una fábula visual donde Dillom es el centro de una sesión de espiritismo entre fantasmas y criaturas que acechan al músico, animales muertos que podrían simbolizar la inocencia [...] En el fondo, el fuego comienza a devorarse todo el paisaje y la tormenta avecina catástrofes y cambios, como los episodios de vida que se relatan en todo el disco." Ramona, revista de artes visuales, comparó la portada con Meditaciones sobre un caballo de juguete (1963) por el historiador británico Ernst Gombrich.
En junio de 2022, Dillom expresó su decepción al enterarse de que Post mortem no fue nominado a Mejor arte de tapa en los Premios Gardel 2022. Canevari confesó que "le hubiera gustado una nominación" pero que "entiende que nominan a otro tipo de portadas".
La pintura original puede encontrarse en la oficina de Dillom en Bohemian Groove, su sello discográfico.

## Recepción

### Comentarios de la crítica
Post mortem recibió buena crítica tras su lanzamiento. Lucas Santomeroi, del sitioweb argentino Indie Hoy, sostuvo que el álbum «fue la reinvención definitiva de un artista que se arriesgó y salió victorioso con un disco conceptual brillante, heterogéneo, pero por sobre todo emotivo». Malena Sabanes Niccolini, de El Destape Web, elogió el disco y concluyó el artículo afirmando que fue «sin dudas uno de los discos del año de la escena local». Juan Villain de la revista The Medizine señaló la mezcla de géneros y estilos musicales como su «el mayor acierto del disco».
Mientras que la plataforma porteña enAgenda alabó a Dillom como "el artista más original de la escena". Filo.news también elogió el álbum como uno de los mejores del año. Para La Izquierda Diario, Josefina García describió Post mortem como un "fenómeno sin precedentes" y celebró su concepto, coherencia y sonido. Santiago Ramos de Cosquín Rock FM nombró Post mortem "el mejor álbum del año".
| Publicación             | Reconocimiento                | Posición | Ref.   |
| ----------------------- | ----------------------------- | -------- | ------ |
| Rolling Stone Argentina | Los 30 mejores discos de 2021 | 21       | [ 27 ] |
| Indie Club Argentina    | Los 20 discos del 2022        | 5        | [ 28 ] |

### Reconocimientos
| Año  | Premio                | Categoría                    | Resultado | Ref(s).       |
| ---- | --------------------- | ---------------------------- | --------- | ------------- |
| 2022 | Premios Carlos Gardel | Mejor álbum de música urbana | Nominado  | [ 29 ] [ 30 ] |
| 2022 | Premios Carlos Gardel | Mejor nuevo artista          | Nominado  | [ 29 ] [ 30 ] |

## Promoción

### Post Mortem Tour
Dillom anunció que saldría de gira por Argentina, Latinoamérica y Europa para promocionar el álbum. El Post mortem Tour comenzó el 13 de febrero de 2022 en el festival cordobés Cosquín Rock. Las entradas para la residencia en el Teatro Vorterix se agotaron en menos de 4 minutos.
El Post Mortem Tour fue bien recibido por los medios y el público. Los recitales en el Cosquín Rock y Lollapalooza fueron celebrados como "consagratorios". El Planteo describió el show como "detallado" e "integral".

## Lista de canciones
Todos los temas compuestos y producidos por Dillom, Fermín, Evar y Lamadrid, con excepciones. Todos los temas estilizados en mayúsculas.
1. «La primera» (3:19)
2. «Hegemónica» (con L-Gante) (1:46) (con letra adicional escrita por L-Gante)
3. «Pelotuda» (3:05)
4. «Demian» (con Mario Pergolini) (1:52)
5. «Post mortem» (2:39)
6. «Bicicleta» (3:27)
7. «Duo» (0:42)
8. «Piso 13» (1:59)
9. «Side» (3:11)
10. «Coach» (con Muerejoven) (2:57) (con letra adicional escrita por Muerejoven)
11. «Bohemian Groove Skit» (1:00)
12. «Opa» (2:49)
13. «Rili rili» (2:19)
14. «220» (2:56)
15. «Toda la gente» (1:56)
16. «Reality» (2:11)
17. «Rocketpowers» (con Saramalacara) (3:08) (con letra adicional escrita por Saramalacara)
18. «Amigos nuevos» (2:19)

## Créditos y personal
- Dillom – voz, letra, composición, producción
- Fermín – composición, producción
- Luis Tomás Lamadrid – composición, producción
- Ramón Evar Peaguda – composición, producción
- Santiago de Simone – mezcla
- Mike Bozzi – masterización
- L-Gante – voz, letra
- Mario Pergolini – voz
- Muerejoven – voz, letra
- Saramalacara – voz, letra
- Marcelo Canevari – diseño de tapa
- Ornella Pocetti – diseño de tapa
- Noduermo – dirección videográfica
- Santiago Chaher – dirección videográfica